# Scott McCaig

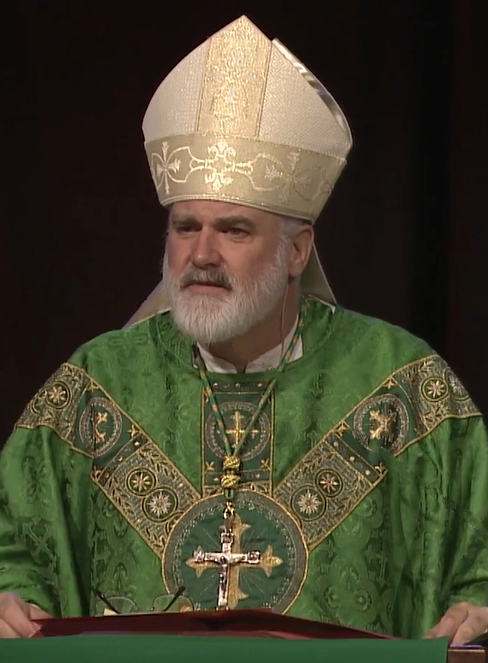
Scott McCaig (2022)

Bischofswappen von Scott McCaig

Scott Cal McCaig CC (* 12. Dezember 1965 in Duncan, British Columbia) ist ein kanadischer Ordensgeistlicher und römisch-katholischer Militärbischof von Kanada.

## Leben
Scott McCaig trat der Ordensgemeinschaft der Companions of the Cross bei und legte 1990 die erste Profess ab. Am 3. Juni 1995 empfing er die Priesterweihe. Seit 2012 war er Generaloberer seiner Ordensgemeinschaft.
Papst Franziskus ernannte ihn am 8. April 2016 zum Militärbischof von Kanada. Die Bischofsweihe spendete ihm der Erzbischof von Ottawa, Terrence Thomas Prendergast SJ, am 31. Mai desselben Jahres. Mitkonsekratoren waren Christian Riesbeck CC, Weihbischof in Ottawa, und sein Amtsvorgänger Donald Thériault.